# Tòa nhà Đức Mẹ Đen

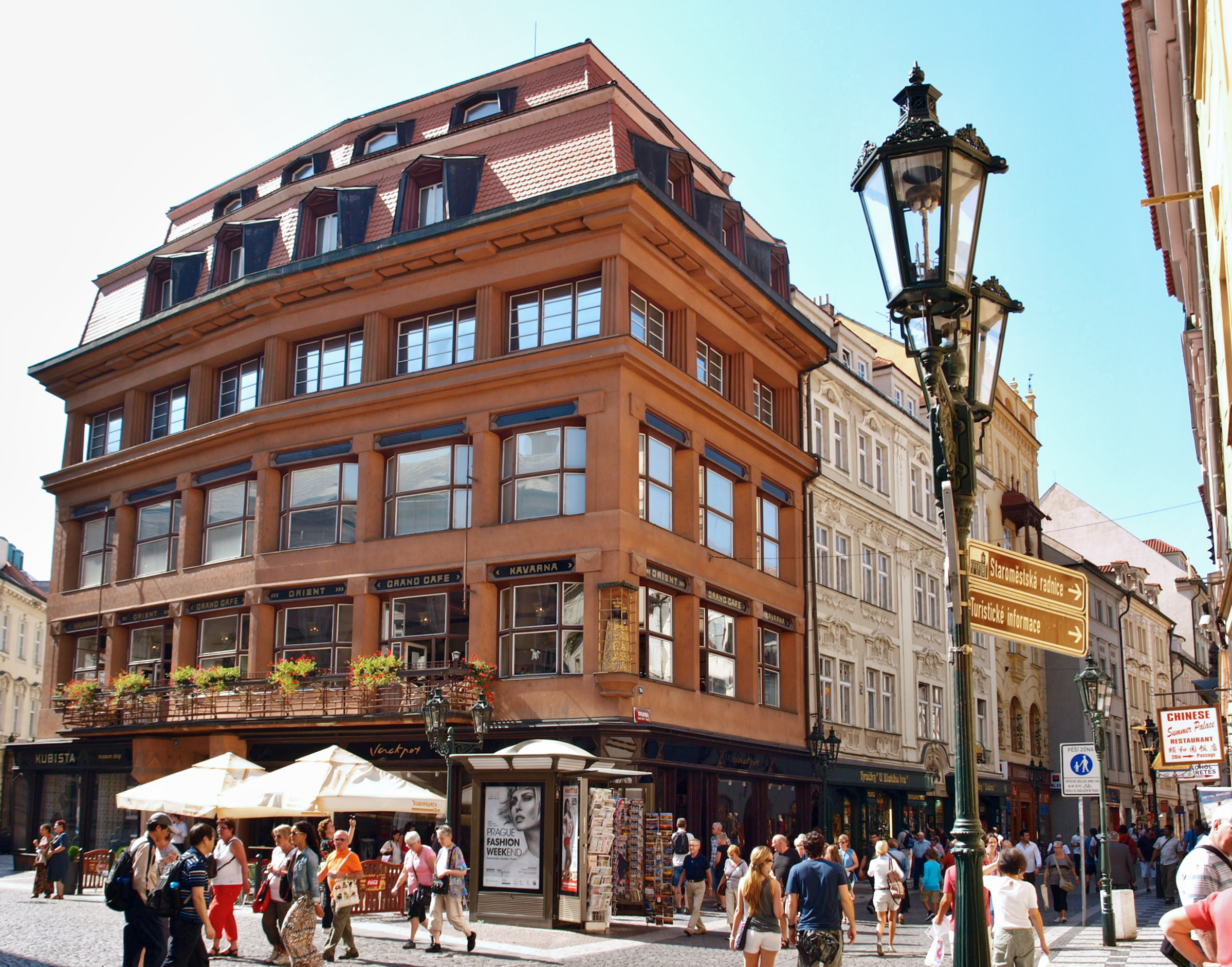
Tòa nhà Đức Mẹ Đen

Tòa nhà Đức Mẹ Đen (tiếng Séc: Dům U Černé Matky Boží) là một tòa nhà theo trường phái lập thể tọa lạc ở khu Phố cổ của Praha, Cộng hòa Séc. Tòa nhà được xây dựng theo thiết kế của Josef Gočár. Hiện nay, tòa nhà được sử dụng làm Bảo tàng Lập thể của Séc, tầng một của tòa nhà được cải tạo thành nhà hàng Grand Café Orient.
Tòa nhà được thiết kế và xây dựng từ năm 1911 đến năm 1912, tọa lạc ở góc phố Celetná và Ovocný trh. Đây là kiến trúc lập thể đầu tiên và nổi tiếng nhất của Praha. Trong thời kỳ chiến tranh và dưới sự cai trị của cộng sản, tòa nhà nhiều lần bị thay đổi mục đích sử dụng. Tháng 1 năm 2002, tòa nhà đóng cửa để trùng tu và mở cửa trở lại vào tháng 11 năm 2003.

## Lịch sử

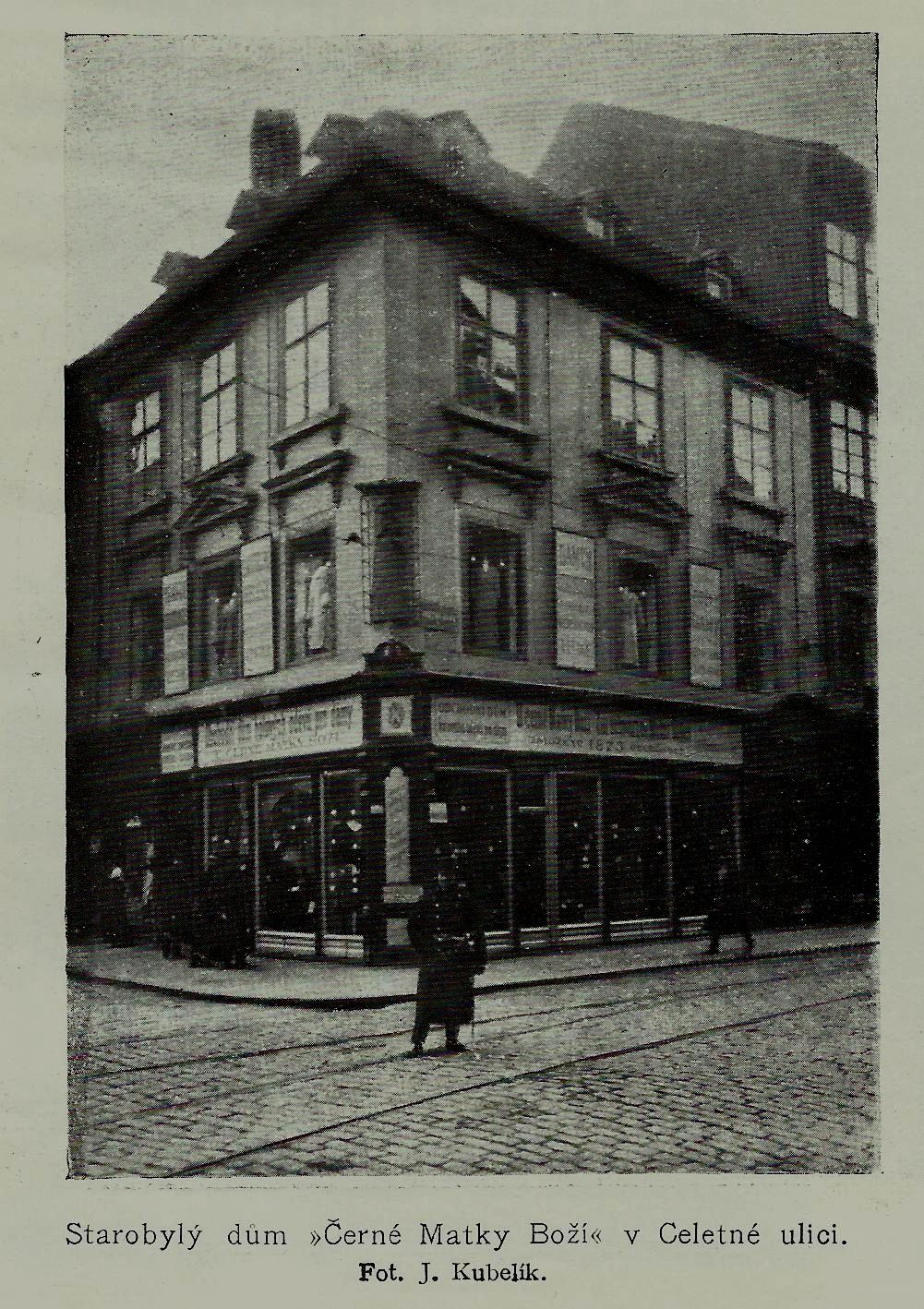
Tòa nhà Barrock (thuộc quyền sở hữu của Hiệp sĩ Granov) bị phá hủy năm 1911

Gočár thiết kế Tòa nhà vào giữa năm 1911 ở tuổi 31 cho thương gia František Josef Herbst. Do tọa lạc ở vị trí nổi bật ngay giữa trung tâm thành phố, tòa nhà của Gočár phải tuân theo các quy tắc nghiêm ngặt sao cho thiết kế tòa nhà hài hòa với toàn cảnh, không phá vỡ mỹ quan đô thị. Do đó, tòa nhà sử dụng kiến trúc Baroque theo khuôn thức Lập thể, thể hiện tính 'ngữ cảnh hóa' của kiến trúc Lập thể.
Bản thiết kế đầu tiên của Gočár không được cơ quan quản lý các tòa nhà lịch sử ở Bohemia đón nhận. Những bản thiết kế tiếp theo đã có thêm nhiều đặc điểm Lập thể hơn. Hội đồng thành phố Praha cuối cùng đã thông qua kế hoạch xây dựng tòa nhà vào ngày 4 tháng 8 năm 1911.
Giống như nhiều thiết kế khác của Gočár, Tòa nhà Đức Mẹ Đen được xây dựng bằng khung bê tông cốt thép. Đây là cách xây dựng được lấy cảm hứng từ Trường phái Chicago. Sử dụng khung bê tông cốt thép tạo nên không gian nội thất lớn mà không có trần đỡ, phù hợp hơn với thẩm mỹ Lập thể. Grand Café Orient, nằm ở tầng một của tòa nhà mà không hề có cột chống đỡ, là một kỳ công mang tính cách mạng về kỹ thuật.

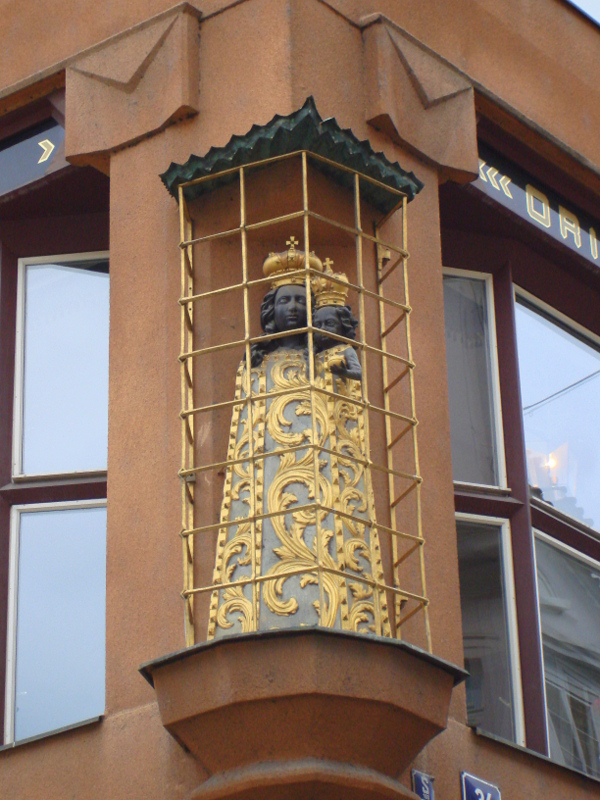
Một chi tiết của tòa nhà Đức Mẹ Đen

Trong một số tài liệu, Gočáris được mô tả là một người theo "chủ nghĩa trang trí" vì ông chủ yếu quan tâm đến việc thiết kế một mặt tiền theo trường phái Lập thể thay vì cả một tòa nhà theo trường phái Lập thể.
Tòa nhà Đức Mẹ Đen ban đầu được thiết kế để trở thành một khu bách hóa. Các cửa hàng của Herbst đã chiếm hết tầng trệt và tầng hai của tòa nhà. Grand Café Orient được thành lập ở tầng một. Phía trên của tòa nhà có nhiều căn hộ.  Vào giữa những năm 1920, quán cà phê và cửa hàng trên tầng hai được chuyển đổi thành văn phòng ngân hàng. Khu bách hóa bị đóng cửa vào năm 1922. Năm 1941, kiến trúc sư theo "chủ nghĩa chức năng" V.Kubik trang trí lại các khung gỗ cửa sổ ở tầng trệt bằng thép. Trong thời kỳ cộng sản, bên trong tòa nhà được chia nhỏ thành nhiều không gian văn phòng hơn, sau đó tòa nhà được chỉ định trở thành cơ quan triển lãm nhà nước.

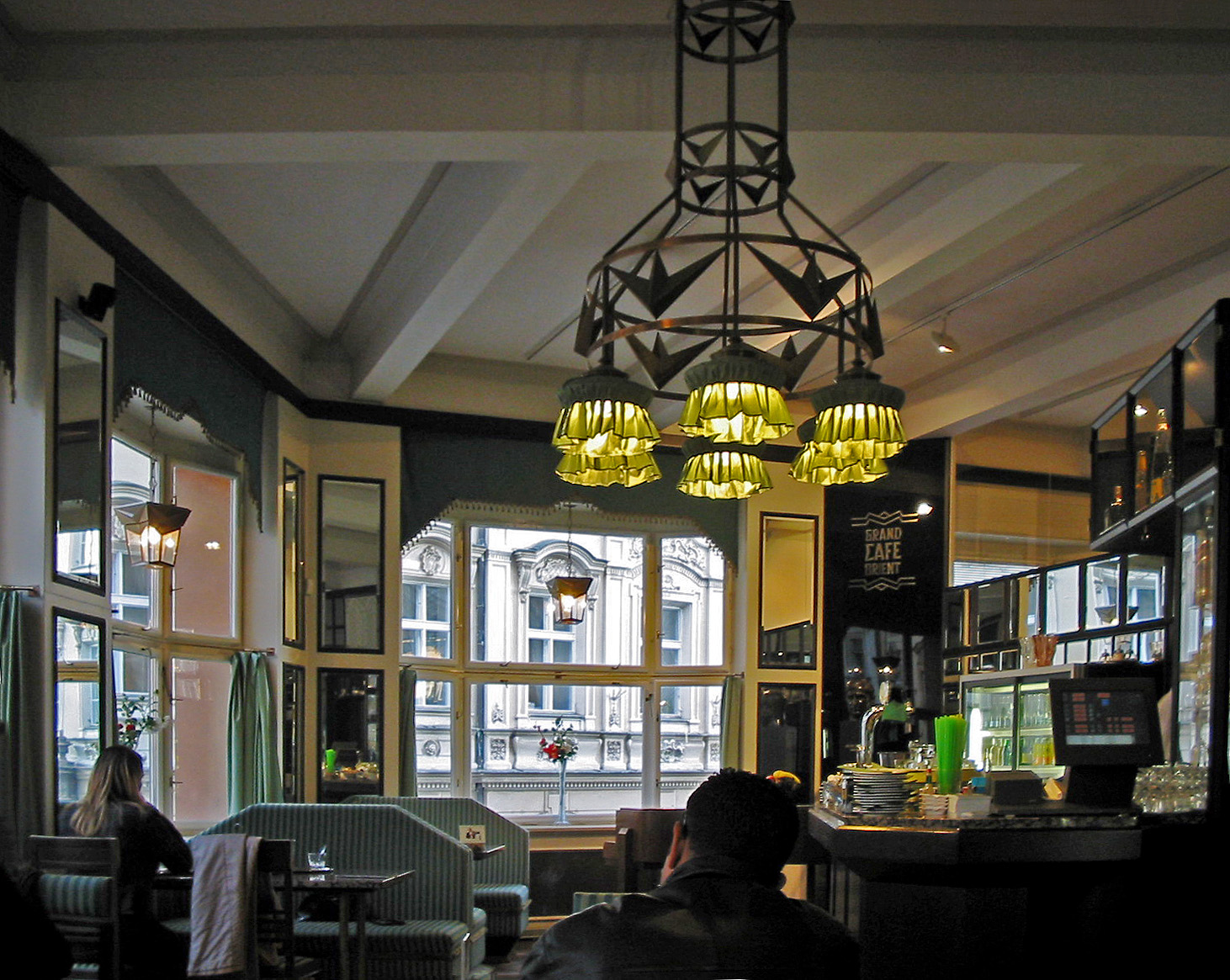
Nhà hàng Grand Café Orient ở tầng 1

Năm 1994, tòa nhà là trung tâm nghệ thuật và văn hóa của Séc. Sau những đợt tu bổ lớn từ năm 2002 đến năm 2003, tòa nhà trở thành Bảo tàng Lập thể Séc. Các triển lãm về nghệ thuật Lập thể do Bảo tàng Mỹ thuật Séc quản lý thường được tổ chức ở tầng 4 và 5 của tòa nhà. Triển lãm tập trung vào các nghệ sĩ Séc trong giai đoạn từ 1911 đến 1919, khi chủ nghĩa Lập thể đang ở thời kỳ hoàng kim. Vào tháng 3 năm 2005, Grand Café Orient đã được mở cửa trở lại sau nhiều đợt cải tạo lớn. Đồ nội thất quán cà phê và những chiếc đèn chùm bằng đồng được phục chế nhằm hồi sinh lại quán cà phê và giới thiệu nhiều hình thức khác của Chủ nghĩa Lập thể hiện diện ở Cộng hòa Séc.
Năm 2010, Tòa nhà Đức Mẹ Đen được công nhận là di tích văn hóa quốc gia Séc.